# Welriekende lathyrus
De welriekende lathyrus (Lathyrus odoratus) of pronkerwt is een plant uit de vlinderbloemenfamilie. Het is een eenjarige klimplant met gevleugelde, tot 3 m lange stengels. De bladeren bestaan uit twee ovale tot elliptische, 2-6 cm lange deelblaadjes.
De plant bloeit in de zomer. De bloemen zijn 2-3,5 cm breed, paarsblauw tot karmozijnpaars van kleur en verspreiden een sterke geur. De vruchten zijn donzige, 5-7,5 cm lange peulvruchten die na rijping bruin van kleur worden.
De welriekende lathyrus komt van nature voor in Zuid-Italië en op Sicilië.
Uit deze Lathyrus-soort zijn een aantal benoemde cultivars ontwikkeld. Er zijn cultivars met witte, roomwitte, roze, lila, mauve, paarse, rode, karmozijnrode en tweekleurige bloemen, die soms nauwelijks meer geuren.
De planten kunnen in het begin van de winter in potten of in een platte bak gezaaid worden of in het voorjaar direct in de volle grond worden gezaaid. De plant wordt ook veel toegepast als snijbloem.
... · 
L. aphaca (Naakte lathyrus) · 
L. hirsutus (Ruige lathyrus) · 
L. japonicus (Zeelathyrus) · 
L. latifolius (Brede lathyrus) · 
L. linifolius (Knollathyrus) · 
L. niger (Zwarte lathyrus) · 
L. nissolia (Graslathyrus) · 
L. odoratus (Welriekende lathyrus) · 
L. palustris (Moeraslathyrus) · 
L. pratensis (Veldlathyrus) · 
L. sylvestris (Boslathyrus) · 
L. tuberosus (Aardaker) · 
L. vernus (Voorjaarslathyrus) · 
...